# Dimitrie Ivanov
Dimitrie Ivanov (* 24. September 1944 in Sfântu Gheorghe; † 1998) war ein rumänischer Kanute.

## Erfolge
Dimitrie Ivanov, der für Dinamo Bukarest aktiv war, nahm im Vierer-Kajak an den Olympischen Spielen 1968 in Mexiko-Stadt teil. Er ging dabei mit Haralambie Ivanov, Anton Calenic und Mihai Țurcaș auf der 1000-Meter-Strecke an den Start und schaffte mit ihnen dank zweier Siege im Vor- und im Halbfinallauf den Einzug ins Finale. In diesem überquerten sie nach 3:14,81 Minuten hinter den siegreichen Norwegern und vor der ungarischen Mannschaft als Zweite die Ziellinie und erhielten somit die Silbermedaille.
Bereits 1966 wurde Ivanov in Berlin mit dem rumänischen Vierer-Kajak auf der 1000-Meter-Distanz Weltmeister. 1973 gewann er bei den Weltmeisterschaften in Tampere mit der 4-mal-500-Meter-Staffel die Silbermedaille. Mehrfach wurde er rumänischer Meister.